# Stefano Tempesti
Stefano Tempesti (Prato, 9 giugno 1979) è un ex pallanuotista italiano, di ruolo portiere.

## Carriera

### Club
Tempesti inizia la sua carriera da professionista alla Futura Nuoto Prato, la squadra della sua città. Nel 1994 approda alla Florentia dove resta fino al 2003. Qui ottiene il suo primo titolo europeo, la Coppa delle Coppe nel 2001. Nel 2003 viene ceduto alla Pro Recco. Con la squadra ligure vince ben quattordici scudetti consecutivi e cinque Coppe dei Campioni, oltre a vari piazzamenti di prestigio.
Nel giugno del 2019 accetta la proposta dell'Ortigia, sottoscrivendo un contratto biennale. Nel 2023 ottiene un secondo posto in Coppa Italia, alle spalle della Pro Recco. Nel 2025 annuncia il ritiro, all'età di 45 anni.

### Nazionale
Esordisce con la Nazionale nel 1999, nella FINA Water Polo World Cup disputata a Sydney dove l'Italia conquista il secondo posto. Tempesti ottiene quindi un argento alla sua prima competizione con la Nazionale. Nel 2000 viene convocato da Ratko Rudić alle Olimpiadi di Sydney dove l'Italia raggiunge solamente il quinto posto. 
Tempesti non partecipa al Campionato Europeo 2001, dopo il quale prende il posto di Francesco Attolico come portiere titolare del Settebello.
Dopo il quarto posto al FINA World Water Polo Championship del 2001 e il quarto posto alla FINA Water Polo World Cup nel 2002, nel 2003 viene riproposto per il quinto anno di fila in Nazionale per disputare il suo secondo mondiale dopo quello di Fukuoka. Questa volta, a Barcellona, la nazionale italiana riesce a raggiungere il podio arrivando seconda.
Un nuovo successo con la nazionale arriva nel 2005, nei Giochi del Mediterraneo di Almería. Infatti gli azzurri arrivano in finale battendo avversari del calibro della rappresentativa serbo-montenegrina, ma viene battuta in finale dalla Spagna, ottenendo l'argento.
Il podio ai Giochi del Mediterraneo viene raggiunto anche quattro anni dopo, nell'edizione di Pescara. L'Italia arriva prima nel girone a pari merito con la Serbia, così da accedere alle semifinali. Qui incontra la Spagna, che supera la nazionale azzurra come successo quattro anni prima. A causa di questa sconfitta l'Italia è costretta a scontrarsi con la Croazia per l'assegnazione del terzo posto. La partita viene vinta e l'Italia conquista per la seconda volta consecutiva il podio in questa competizione.
Ulteriore soddisfazione per Tempesti arriva ai Mondiali di Roma, nel 2009, dove pur piazzandosi con l'Italia all'undicesimo posto viene nominato miglior portiere della competizione; tale riconoscimento gli viene dato anche in occasione dei mondiali di Shanghai 2011, dove viene inserito nella Top 7 del torneo. Nell'occasione festeggia anche la medaglia d'oro vinta con la nazionale azzurra, avendo la meglio in finale contro la Serbia (in cui compie una serie di interventi di rilievo, oltre a parare 2 rigori) col punteggio di 8-7 e ricevendo il titolo di miglior giocatore.
Nel 12 agosto 2012, al termine della finale dei Giochi della XXX Olimpiade di Londra, in veste di capitano del "Settebello", conquista la medaglia d'argento uscendo sconfitto per 6-8 contro la Croazia guidata da Ratko Rudić.
Il 20 agosto del 2016, durante i Giochi della XXXI Olimpiade di Rio de Janeiro, conquista la sua seconda medaglia olimpica, un bronzo, grazie alla vittoria degli azzurri contro il Montenegro per 12-10. Quello stesso giorno annuncia il suo addio alla nazionale dopo cinque Olimpiadi disputate.
Tuttavia l'addio alla nazionale non dura molto: l'infezione da morbillo contratta dal portiere titolare del settebello Marco Del Lungo costringe il CT Alessandro Campagna a convocarlo per il suo 7º mondiale, quello di  Budapest 2017,  in cui esordisce nella sfida contro la  Francia subentrando a Goran Volarević.

### Altre attività
Il 12 febbraio 2013 è tra i cosiddetti "proclamatori" del Festival di Sanremo, condotto da Fabio Fazio, per proclamare la cantante Chiara.

## Statistiche

### Presenze e reti nei club
Statistiche parziali aggiornate al 26 giugno 2012.
| Stagione         | Squadra          | Campionato       | Campionato | Campionato | Coppe nazionali | Coppe nazionali | Coppe nazionali | Coppe continentali | Coppe continentali | Coppe continentali | Totale | Totale |
| Stagione         | Squadra          | Comp             | Pres       | Reti       | Comp            | Pres            | Reti            | Comp               | Pres               | Reti               | Pres   | Reti   |
| ---------------- | ---------------- | ---------------- | ---------- | ---------- | --------------- | --------------- | --------------- | ------------------ | ------------------ | ------------------ | ------ | ------ |
| 2003-04          | Pro Recco        | A1               | ?          | 0          |                 | -               | -               |                    | -                  | -                  | ?      | 0      |
| 2004-05          | Pro Recco        | A1               | ?          | 0          |                 | -               | -               |                    | -                  | -                  | ?      | 0      |
| 2005-06          | Pro Recco        | A1               | ?          | 0          |                 | -               | -               |                    | -                  | -                  | ?      | 0      |
| 2006-07          | Pro Recco        | A1               | ?          | 0          |                 | -               | -               |                    | -                  | -                  | ?      | 0      |
| 2007-08          | Pro Recco        | A1               | ?          | 0          |                 | -               | -               |                    | -                  | -                  | ?      | 0      |
| 2008-09          | Pro Recco        | A1               | ?          | 0          |                 | -               | -               |                    | -                  | -                  | ?      | 0      |
| 2009-10          | Pro Recco        | A1               | ?          | 0          |                 | -               | -               |                    | -                  | -                  | ?      | 0      |
| 2010-11          | Pro Recco        | A1               | 26         | 0          |                 | -               | -               |                    | -                  | -                  | ?      | 0      |
| 2011-12          | Pro Recco        | A1               | 7          | 0          |                 | -               | -               |                    | -                  | -                  | ?      | 0      |
| 2012-13          | Pro Recco        | A1               | ?          | ?          |                 | -               | -               |                    | -                  | -                  | ?      | ?      |
| Totale Pro Recco | Totale Pro Recco | Totale Pro Recco | ?          | 0          |                 | -               | -               |                    | -                  | -                  | ?      | 0      |
| Totale carriera  | Totale carriera  | Totale carriera  | ?          | 0          |                 | -               | -               |                    | -                  | -                  | ?      | 0      |

## Palmarès

### Club
- Campionato italiano: 14

Pro Recco: 2005-06, 2006-07, 2007-08, 2008-09, 2009-10, 2010-11, 2011-12, 2012-13, 2013-14, 2014-15, 2015-16, 2016-17, 2017-18, 2018-19
- Coppe Italia: 13

Pro Recco: 2005-06, 2006-07, 2007-08, 2008-09, 2009-10, 2010-11, 2012-13, 2013-14, 2014-15, 2015-16, 2016-17, 2017-18, 2018-19
- LEN Champions League: 5

Pro Recco: 2006-07, 2007-08, 2009-10, 2011-12, 2014-15
- Supercoppa LEN: 5

Pro Recco: 2003, 2007, 2008, 2010, 2015
- Coppa delle Coppe: 1

Florentia: 2000-01
- Lega Adriatica: 1

Pro Recco: 2011-12

### Nazionale
- Olimpiadi

Londra 2012: 
Rio de Janeiro 2016: 
- Mondiali

Barcellona 2003: 
Shanghai 2011: 
- Coppa del Mondo

Sydney 1999: 
- World League

New York 2003: 
Firenze 2011: 
Almaty 2012: 
- Europei

Zagabria 2010: 
Budapest 2014: 
- Giochi del Mediterraneo

Tunisi 2001: 
Almeria 2005: 
Pescara 2009: 

## Riconoscimenti
- LEN Award: 2011[2]